# Onitis westermanni
Onitis westermanni är en skalbaggsart som beskrevs av Lansberge 1886. Onitis westermanni ingår i släktet Onitis och familjen bladhorningar. Inga underarter finns listade i Catalogue of Life.